# Culladia achroellum
Espèce
Synonymes
- Crambidion achroellum Mabille, 1900

Culladia achroellum est une espèce d'insectes de l'ordre des lépidoptères (papillons), de la famille des Crambidae. On peut le rencontrer en Afrique, au Sud du Sahara, y compris les îles de l'Océan Indien.

## Systématique
L'espèce Culladia achroellum a été décrite en 1900 par Paul Mabille sous le protonyme de Crambidion achroellum.

## Description
Ce papillon à une longueur de 9 à 10 mm et une envergure de 18 à 20 mm.